# Mäkelänrinteen lukio

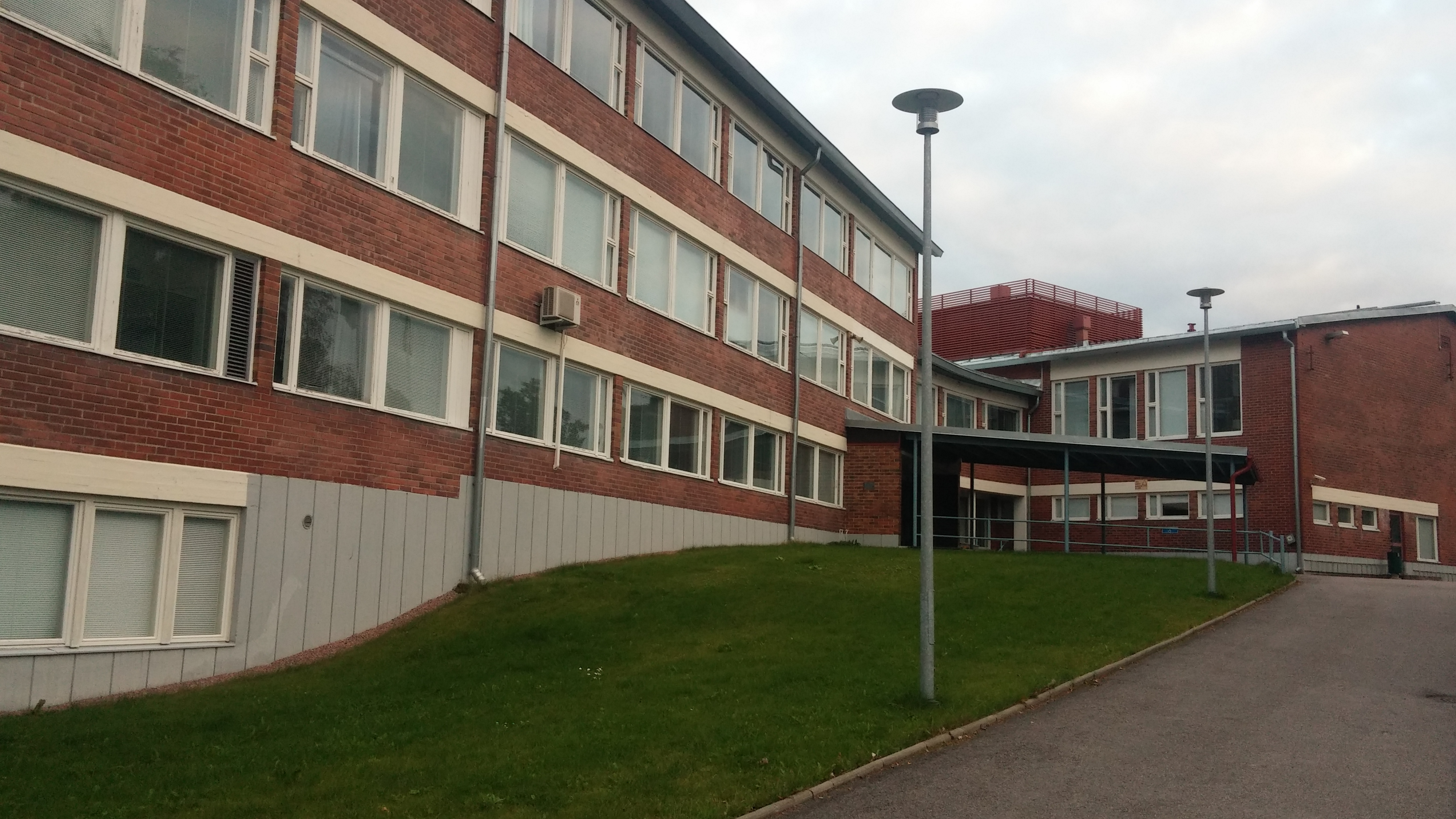
Gymnasiet Mäkelänrinteen lukio

Mäkelänrinteen lukio (Backasbrinkens gymnasium) är en kommunal gymnasieskola i Helsingfors med cirka 850 elever. Cirka 600 av skolans elever är aktivt tränande idrottare. Skolan är en av 13 idrottsgymnasier i Finland, med en elevkår med ursprung i ca 36 kommuner. Skolan är belägen i stadsdelen Vallgård.
Vuxengymnasiet Helsingin aikuislukio verkar i samma byggnad.